# Камбремер (кантон)
Камбремер (фр. Cambremer) — упраздненный кантон во Франции, находился в регионе Нижняя Нормандия. Департамент кантона — Кальвадос. Входил в состав округа Лизьё. Население кантона на 2006 год составляло 4580 человек.
Код INSEE кантона 1410. Всего в кантон Камбреме входило 19 коммун, из них главной коммуной являлась Камбремер.

## Коммуны кантона
- Овиллар — население 205 чел.
- Бофур-Дрюваль — население 416 чел.
- Бёврон-ан-Ож — население 219 чел.
- Бонбоск — население 696 чел.
- Камбремер — население 1098 чел.
- Корбон — население 70 чел.
- Формантен — население 220 чел.
- Жерро — население 56 чел.
- Ото-ан-Ож — население 296 чел.
- Ла-Рок-Беньяр — население 125 чел.
- Ле-Фурне — население 50 чел.
- Леопарти — население 69 чел.
- Монтрёй-ан-Ож — население 49 чел.
- Нотр-Дам-д’Эстре — население 122 чел.
- Репантиньи — население 92 чел.
- Рюмений — население 91 чел.
- Сент-Уан-ле-Пен — население 308 чел.
- Вальсме — население 273 чел.
- Викто-Понфоль — население 125 чел.